# Oostereng
Oostereng is een 685 hectare grote boswachterij en natuurgebied van Staatsbosbeheer bij Wageningen in de Nederlandse provincie Gelderland. Het omvat onder meer het oorspronkelijk 196 ha. grote negentiende-eeuws ontginningslandgoed 'Oostereng'. Dit landgoed is sinds 1941 eigendom van Staatsbosbeheer. Het landhuis en andere bebouwing op het landgoed ging in de Tweede Wereldoorlog verloren. Ook het landgoed Keijenberg maakt deel uit van de boswachterij. Het gebied kenmerkt zich vooral door beken en heideontginningsbebossingen.
Het park dat bij het landhuis op Oostereng hoorde deed tussen 1941 en 1952 dienst als bosbouwarboretum voor de Landbouwhogeschool Wageningen maar raakte daarna in verval. Op het voormalige landgoed Oostereng was van 1961 tot 1989 het Instituut voor Toepassing van Atoomenergie in de Landbouw (ITAL) gevestigd, een deel van de bomentuin werd daarvoor gerooid. Tussen 2011 en 2020 is Arboretum Oostereng door vrijwilligers gerenoveerd en geschikt gemaakt voor bezoek.

## Geschiedenis landgoed Oostereng
Uit in het gebied aangetroffen grafheuvels van de klokbekercultuur bleek dat er vanaf het laat-neolithicum (3000-1500 v. Chr.) mensen woonden in de streek.
Vanaf de 16e eeuw waren de gronden van de Oostereng eigendom van de Staten van het Kwartier van Veluwe. In 1822 vielen ze toe aan de Nederlandse Staat. Deze besloot in 1843 de domeingronden te verkopen. De gebieden werden hiervoor verkaveld in rechtlijnige percelen die waren gescheiden door grindwegen.
In 1847 kochten de Leidse zeepzieders Cornelis Dros en Adrien Tieleman 280 hectare domeingrond gelegen langs een grindweg die tegenwoordig Keijenbergseweg heet. Het gebied werd noordelijk begrensd door de Dikkenbergseweg en zuidelijk door de Hartenseweg. In 1854 besloten de eigenaren er een hoeve te bouwen. Naalden van er groeiende dennenbomen werden gebruikt voor de fabricage van zogenoemde boswol voor matrasvullingen. Ook werd er dennenolie gewonnen. In 1870 werd de boerderij verbouwd tot herenboerderij, met een halfronde oprijlaan.
Van 1873 - 1899 was het goed bezit van telgen van de familie Quarles van Ufford. In 1899 werd het eigendom van Willem Alexander Insinger, die liet de herenboerderij afbreken en bouwde er in 1911 een landhuis. Herinrichting van de omgeving naar ontwerp van landschapsarchitect Leonard Springer volgde. Na het overlijden van de kinderloze Insinger in 1941 veilde men het bezit dat zo aan de Staat kwam, Staatsbosbeheer kreeg het beheer. In april 1945 werd het landhuis kapot geschoten bij gevechten tussen Duitsers en Britten. Na de Tweede Wereldoorlog bleef Staatsbosbeheer het landgoed beheren en in 1961 werd op een deel het ITAL gevestigd. Dit instituut sloot in 1989, de sanering van het terrein was in 2002 voltooid. Het kon toen weer worden toegevoegd aan het natuurgebied.